# Sint-Nicolaaskerk (Sint-Niklaas)
De Sint-Nicolaaskerk is een kerk in de Belgische stad Sint-Niklaas. Ze is gewijd aan Sint-Nicolaas van Myra, Sint-Barbara en Sint-Johannes Nepomucenus.
De kerk staat aan de oostzijde van de Grote Markt. Deze vijfbeukige kerk is de hoofdkerk van het dekenaat Sint-Niklaas en is sinds 1971 beschermd.

## Geschiedenis

### Voorgeschiedenis
Onder impuls van pastoor Daniël van Waasmunster richtte de Doornikse bisschop Gosuinus in 1217 een zelfstandige Sint-Nicolaasparochie op, onafhankelijk van Waasmunster. In een oorkonde, gericht aan gravin Johanna van Constantinopel, wees de bisschop erop dat de afstand tussen beide dorpen de geloofspraktijk hinderde. Om de levensvatbaarheid van de nieuwe parochie te garanderen drong hij er bij de gravin op aan gronden ter beschikking te stellen voor het optrekken van een kerk en priesterverblijven. In 1219 schonk gravin Johanna zes bunders "woestine" aan de Sint-Nicolaasparochie. Deze circa acht hectare braakliggende grond liggen langs de huidige Ankerstraat: het zijn de zogenaamde "papenakkers" of "priesteragie"-gronden.

### Bouw en uitbreiding
Op 15 mei 1238 werd een tijdelijke houten kerk ingewijd. De bouw was voor een groot deel de verdienste van pastoor Van der Burcht en ridder Dirk van Champenois. Walter van Marvis, bisschop van Doornik, was bij de inwijding aanwezig. In 1262 kreeg de parochie een stenen kerk, op dezelfde plaats waar het huidige gebouw staat. De kerk had dan een simpele, rechthoekige vorm.
De kerk werd in de volgende eeuwen grondig verbouwd. In 1336 kreeg de westgevel een toren, met spits. Tien jaar later werd het koor gebouwd. Op 21 maart 1348 leden zowel de toren en het koor schade door een blikseminslag. In 1446 kreeg de kerk een nieuw koor en in 1462 een zeventig meter hoge toren. In 1508, 1538 en 1552 werden de noordelijke zijbeuk in de benedenkerk en de transeptarmen gebouwd.

### Calvinisme en oratoriaanse periode
Tijdens het bestuur van de calvinistische Gentse Republiek leed de kerk grote schade. Enkel de muren en het dak bleven gespaard. De predikant Kasper vanden Bijgaerde gebruikte het gebouw voor protestantse kerkdiensten. Na een overwinning van de Spanjaarden werd de kerk weer geconsacreerd in 1584 door de bisschop van Brugge, Remi Drieux.
Dankzij de zorgen van de oratorianen, die de voogdij van de hoofdkerk verkregen, kende de kerk en parochie in de 17de eeuw een bloei- en herstelperiode. Er volgden ook verschillende uitbreidingen, waaronder de uitbouw van drie beuken bij het koor van 1648 tot 1657.
Op 25 mei 1690 werd Sint-Niklaas geteisterd door een rampzalige stadsbrand, die ontstaan was in een jeneverstokerij in de Kalkstraat. Niet minder dan 565 huizen werden verwoest. Het dak en de toren van de Sint-Nicolaaskerk werden in lichterlaaie gezet, het interieur kwam echter ongeschonden uit de brand. In 1705 werden de daken hersteld en werd er op de toren een stompe spits gezet.
Pastoor-deken Jan van Nieulande slaagde er toch in gedurende zijn ambt een nieuwe preekstoel te laten snijden en de kerk te voorzien van een nieuw orgel. Ook liet hij het klooster van de oratorianen, de huidige dekenij, vergroten en omwallen. De oratorianen werden genoodzaakt de kerk een paar keer uit te breiden. Hiervoor verkregen ze akkoord en de steun van de tiendeheffers. De laatste grote bouwcampagne vond plaats onder pastoor Emmanuel De Tollenaere, die een nieuwe sacristie liet bouwen in 1768 en in 1772 werd de benedenkerk vergrootte tot vijf beuken.

### Franse Revolutie en recente geschiedenis
Tijdens de revolutie werden de oratorianen verjaagd uit hun convent en vanaf 4 oktober 1797, gedurende de Franse overheersing, mochten er geen erediensten meer gehouden worden in het gebouw. Het kerkbezit werd geconfisqueerd. Een paar maanden later gebruikten Franse troepen het gebouw om een feest te geven ter gelegenheid van de verjaardag van de executie van Lodewijk XVI. Vanaf 9 mei 1802 liet Napoleon de eredienst weer toe.
De laatste uitbreiding van de Sint-Nicolaaskerk vond plaats in 1896. Toen werd de voorgevel afgebroken en in neogotische stijl herbouwd. De middenbeuk werd ook hoger en de toren kreeg een nieuwe, hogere spits. Aan het einde van de werken, in 1900, kreeg de kerk ook twee zijportalen.
Op 19 mei 1940 werd de kerk geraakt door een brisantbom. De bom doorboorde het dak en het gewelf van de kerk maar ontploft niet. Twee andere bommen die in de buurt waren gevallen beschadigden wel de glasramen.
In 1979 werd de kerk in zijn geheel hersteld, waarbij ook het oorspronkelijke romantische orgel, gebouwd door Pierre Schyven, werd afgebroken. Hierdoor werd de liturgie meer dan 30 jaar gedaan zonder waardig instrument. 

## Beschrijving van de kerk

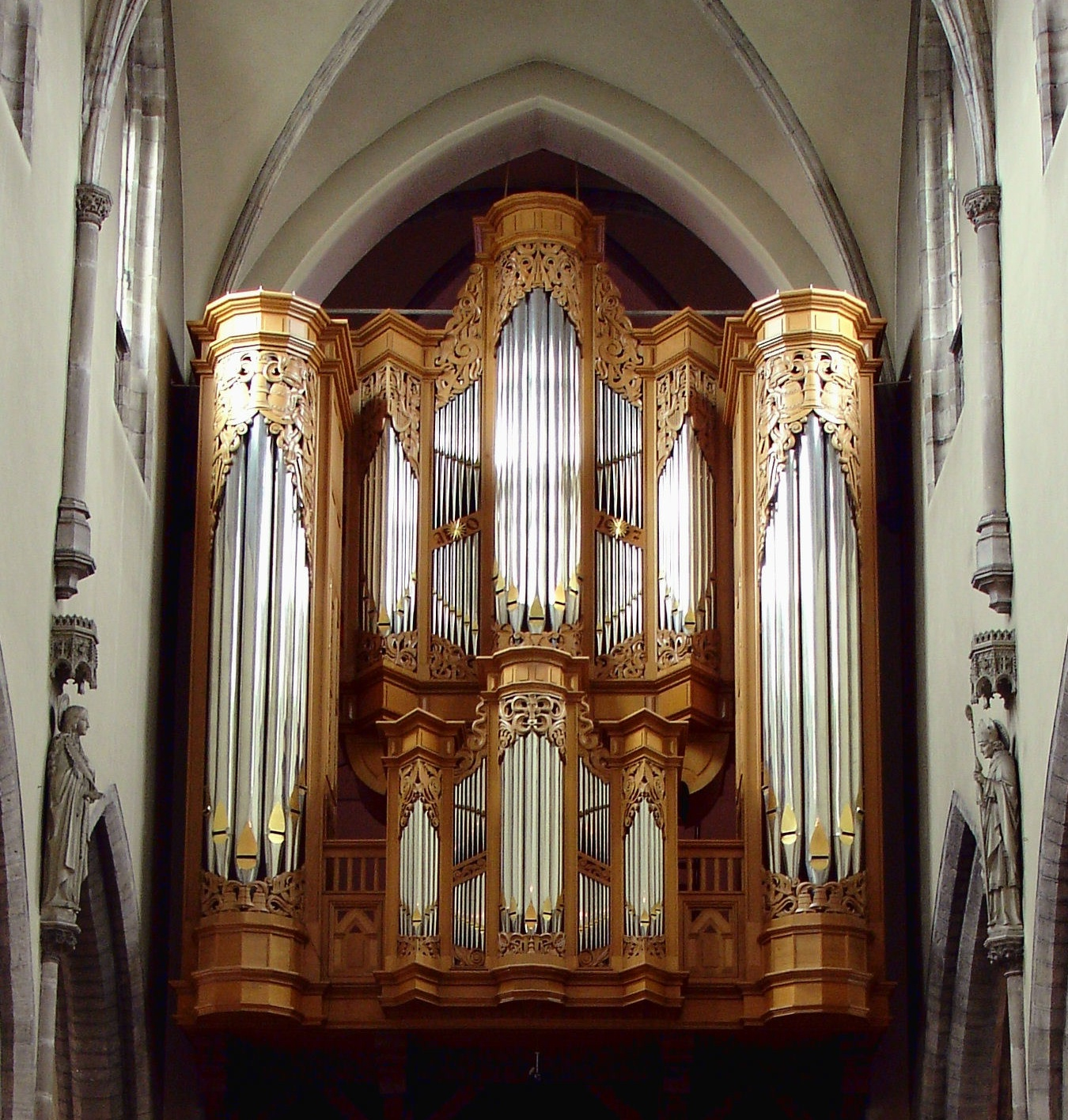
Het grote orgel, met drie klavieren, gebouwd door Draps en Flentrop.

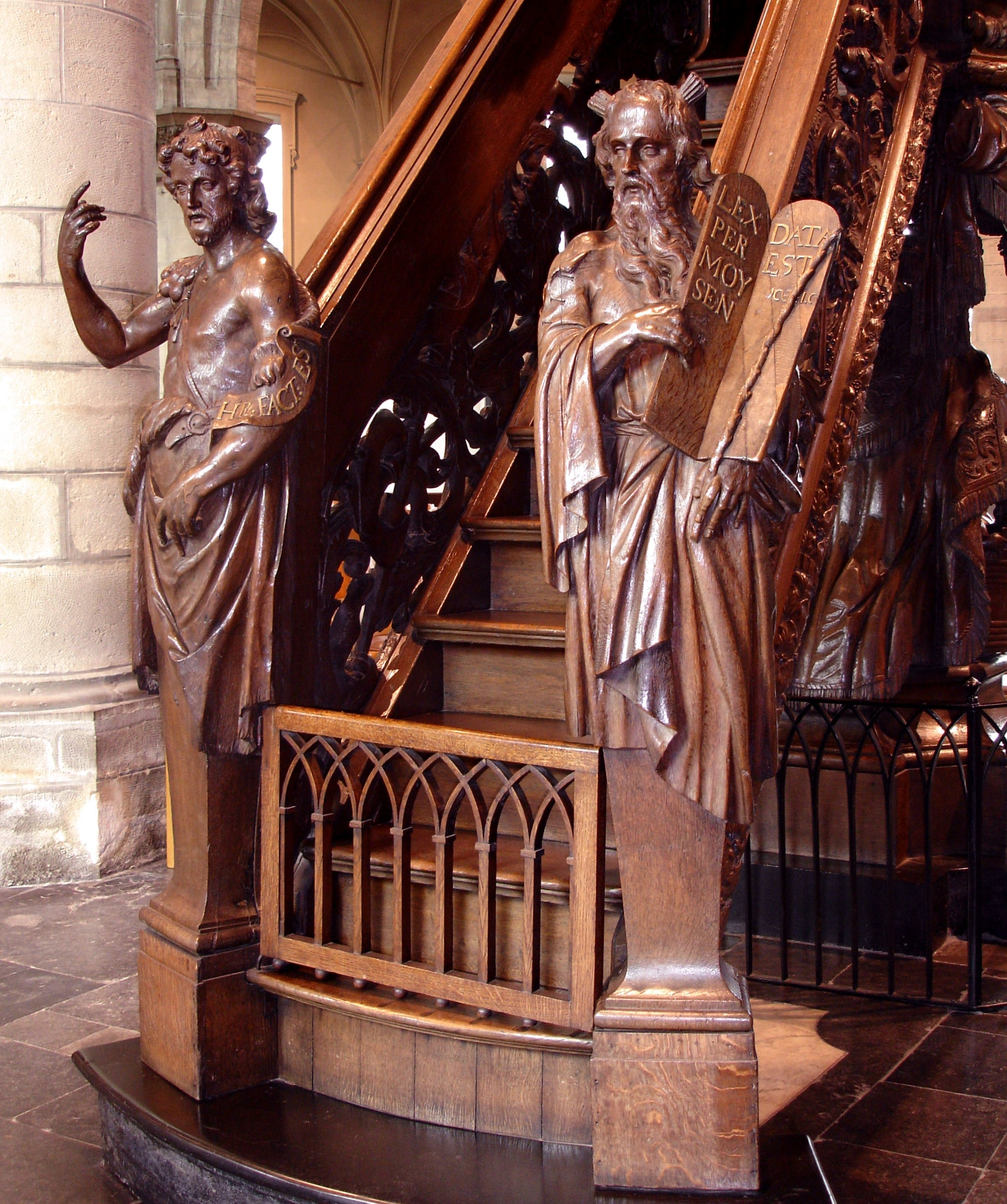
Hermen aan de trap van de preektstoel, gesneden uit eikenhout: Joannes de Doper en Mozes.

Het interieur is overwegend barok en neogotisch. De kerk heeft vier beuken en een middenschip, op de viering is de toren gebouwd waarin drie luidklokken hangen. In het koor hangen de oude processievaandels die herinneren aan de oude broederschappen. De kerk heeft zeven altaren, waarvan vijf oude. Daarnaast is er een doopkapel en een grafkapel. Aan de westerzijde zijn nog een reeks neogotische glasramen bewaard gebleven. In de kerk hangt De kruisafneming van Pieter Thys (Vlaamse Meesters in Situ).

### Meubilair
Het meubilair omvat onder andere zes biechtstoelen, waarvan twee barokke, twee classicistische en twee neogotische, koorbanken uit 1900. Ook de barokke preekstoel uit 1706, met Antwerps houtsnijwerk van schrijnwerker Michiel Verbanck is van uitmuntende kwaliteit. De kuip wordt ondersteund door een levensgrote houten sculptuur van Nicolaas van Myra. Achteraan staat een drieklaviersorgel in Zuid-Duitse barokke stijl, gebouwd in 1998 door de Firma Draps. Het orgel werd gebouwd in verschillende fasen, en telt ruim 3000 pijpen, het grootste orgel van het Waasland. In het koor staat een kleiner tweeklaviersorgel gebouwd door de Firma Pels.

### Grafkelders
Gedurende het ancien régime groeide de kerk uit tot de belangrijkste begraafplaats van het Waasland. Zo werden er alle oratorianen in het hoogkoor begraven, alsook verschillende leden van het Wase leenhof, en hun families. De huidige toestand van oude bewaarde grafstenen is slechts een fractie van de hoeveelheid van voor de revolutie.
- Adriaan I Baert-de Mol († 15/07/1654), armenmeester en schepen van de parochie
- Adriaan II Baert-Saman († 02/08/1670), baljuw van Paddeschoot
- Frans Baert-van Vaerendoncq († 28/04/1720), parochiegriffier
- Joannes Baptista Charles († 28/03/1735), hoofdschepen van het Land van Waas en lid van de Sint-Sebastiaansgilde
- Ferdinandus Filippus Saman de Solackers, († 15/08/1758), schepen van de parochie
- Antonius Snouck
- Jacobus Snouck-de Mare, schepen van de parochie
- familie vander Sare
  - Jacobus Ferdinandus vander Sare (begraven 29/05/1745)
  - Joannes Baptista Antonius vander Sare († 23/04/1723), erfelijk ontvanger-generaal van het Land van Waas
  - Wilhelmus I vander Sare-Damas, († 27 oktober 1656), heer van "ter Elst" en "Eechoven", hoogschepen van het Land van Waas
  - Willem II Frans vander Sare-de Haneffe, († 14/09/1702), eerste hoofdman Broederschap van het Allerheiligste Sacrament
- Antonuis van Landeghem, heer van ten Essche, van 1737 tot 1763 hoofdschepen van het Land van Waas
- Jacobus Joannes van Landeghem, heer van de Hauwe
- Paulus van Landeghem-Colman, griffier van het Land van Waas
- Joannes van Landeghem-Snouck, vanaf 1729 hoofdschepen van het Land van Waas en diens echtgenote, Catharina Snouck, erfelijke dame van den Hauwe, Essche en Heysbroeck
- Jacobus II vander Elst  - van Schaverbeecke († 02/09/1643), hoofdschepen van Waas
- Jacobus III vander Elst, († 09/01/1652), schepen en griffier
- Paulus van Overtveld, procureur en notaire royal
- Jean-Baptist Versmessen
- Joannes Petrus Zaman (1660-1728), hoofdschepen
- Joris II Zaman-van Hoorebeecke, († 28/06/1673)
- Petrus II Zaman-Verbeken († 12/03/1737), heer van ten Berghe en hoofdman Sint-Sebastiaansgilde

## Kerkschat
De Sint-Nicolaaskerk bezit een rijke kerkschat met belangrijke relieken, liturgisch edelsmeedwerk uit de 17e-19e eeuw en religieus vaatwerk. Zo is er onder andere een cilindermonstrans uit 1635 door Wierick Somers en Pieter Jacobs.
Buiten de kerk (Sacramentsstraat) is een barokke stenen sculptuur van de Aanbidding van het goddelijke Sacrament door twee cherubijntjes.
In deze kerk zetelt de Broederschap van het Heilig Sacrament en de Broederschap van Onze Lieve Vrouw van Halle.
Als kerk van de titelhoudende deken van Sint-Niklaas, worden hier diensten gehouden zoals het Te Deum en Sint-Barbara.

## Pastoor-Dekens van Sint-Niklaas
Gedurende de periode van de oratorianen werd het dekenschap van Waas waargenomen door een seculier geestelijke. Nadat het oratorie gesloten was, viel het dekenschap van de parochie samen met de titel "deken van het Waasland" (disctrictus Wasiae Archi-presbytero).
Regulier-oratoriaans:
- 1686-1692: Petrus Notaire
- 1692-1714: Joannes van Nieulande
- 1714-1743: Petrus Buyst
- 1743-1756: Joannes Benedictus De Schoesitter
- 1756-1763: Joannes Baptist De Bruyne
- 1763-????: Emmanuel De Tollenaere

Seculier:
- 1806-1822: Jan Baptist Maes, voormalig president Seminarie
- 1822-1842: Theodoor Hemelaer
- 1842-1856: Petrus Braem
- 1856-1876: Albertus Vermeersch
- 1876-1901: kanunnik Constant Van Necke
- 1901-1930: Cesar De Corte
- 1930-1936: kanunnik Kamiel Beeckman, oud-Superior SJKS en directeur Gent, Grootseminarie
- 1936-1946: kanunnik Felix Vercruyssen
- 1946-1952: Mgr. Oscar Schelfhout
- 1952-1963: kanunnik Adolf De Man, rector Moerzeke
- 1963-1981: Kanunnik Camiel Vinck, superior van het SJKS[9]
- 1984-2004: Georges van Driessche, rector van de Zwartzusters van de Heilige Phillipus Neri
- 2004-2015: kanunnik Albert Van De Kerkhove, bisschoppelijk vicaris
- 2015-heden: Raf Vermeulen, regionaal proost Oost-Vlaanderen KLJ

## Fotogalerij

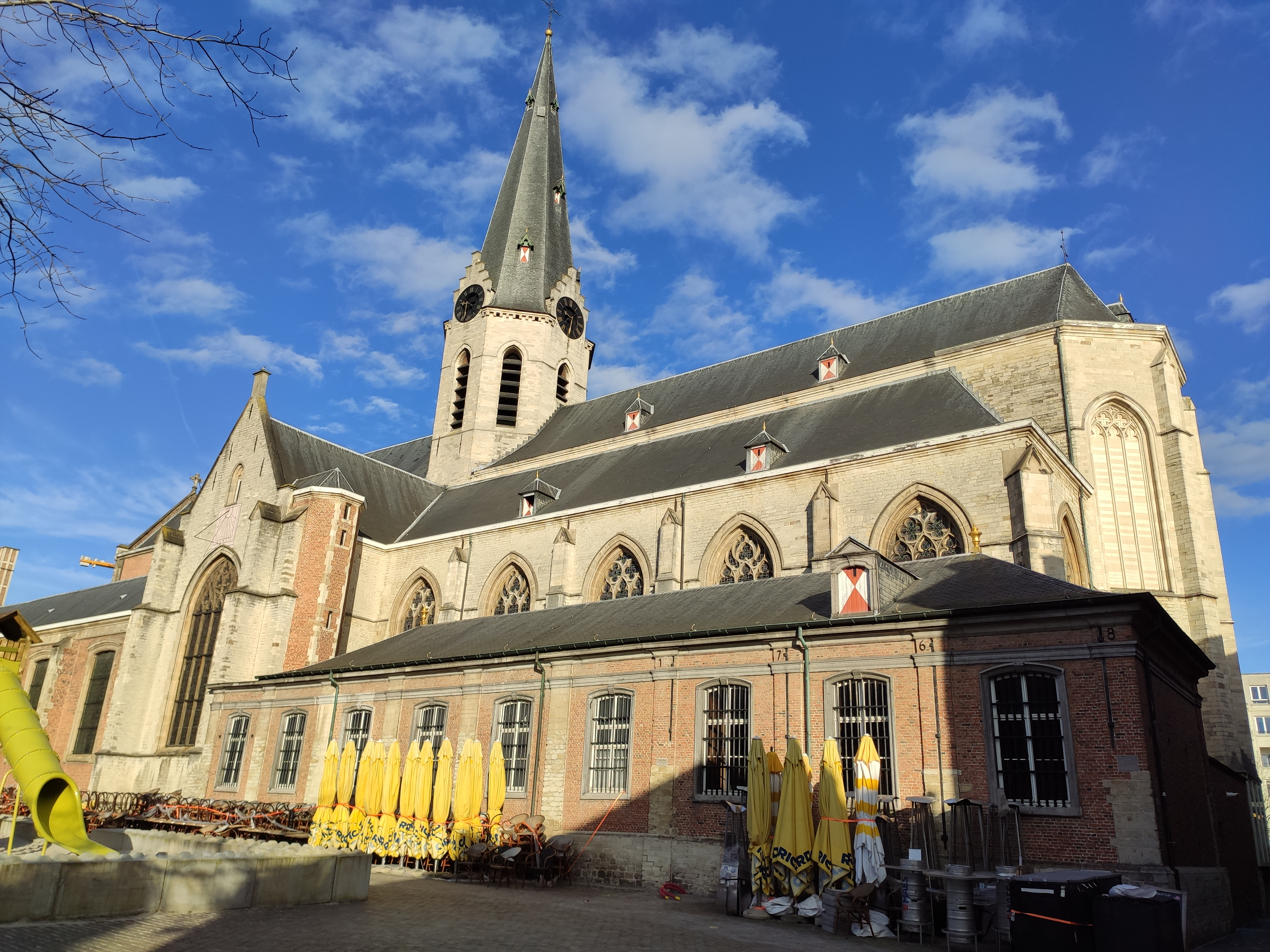
Zuidkant, met de nieuwe sacristie in 1768 gebouwd door Emmanuel de Tollenaere.
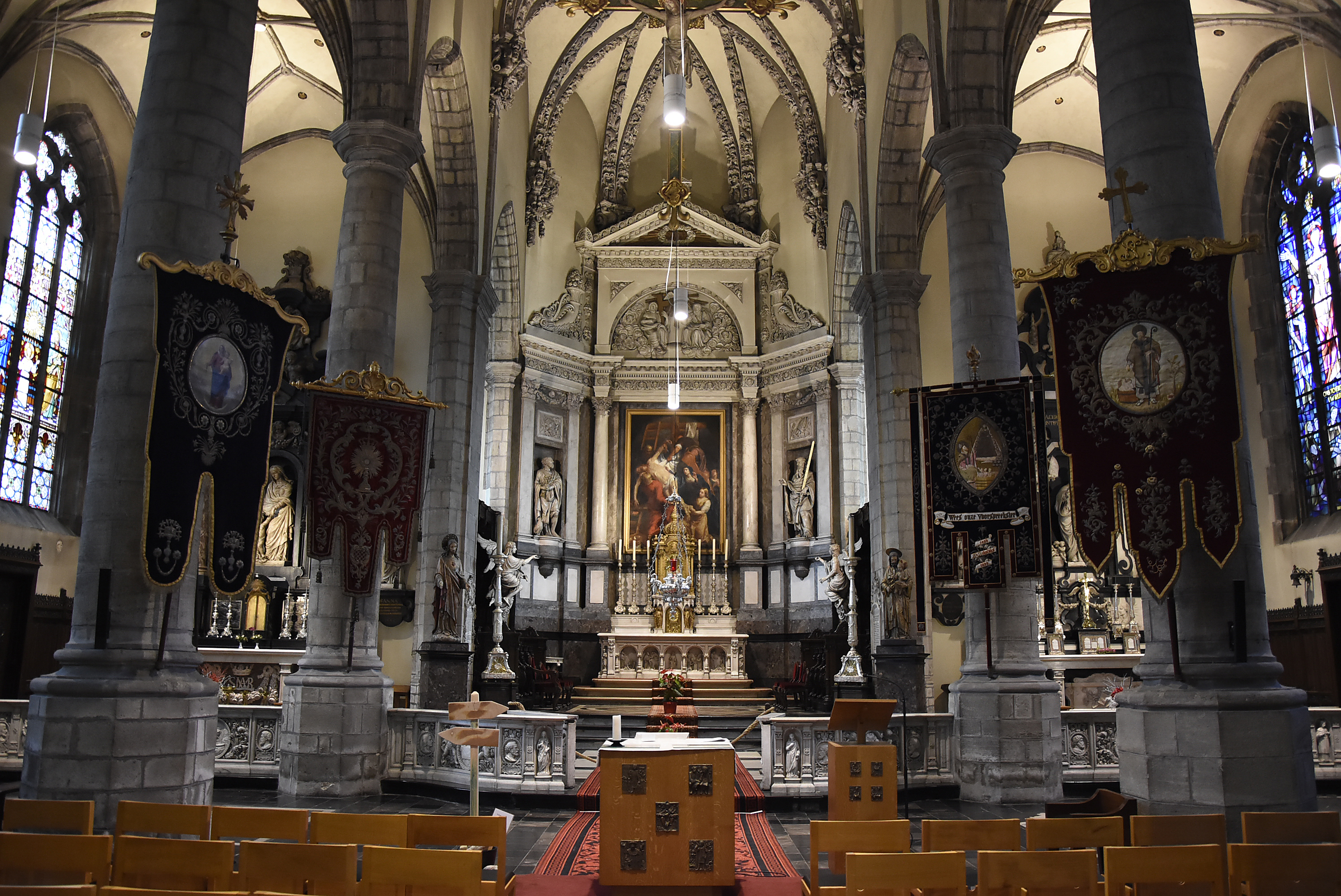
Het hoogkoor en hoogaltaar
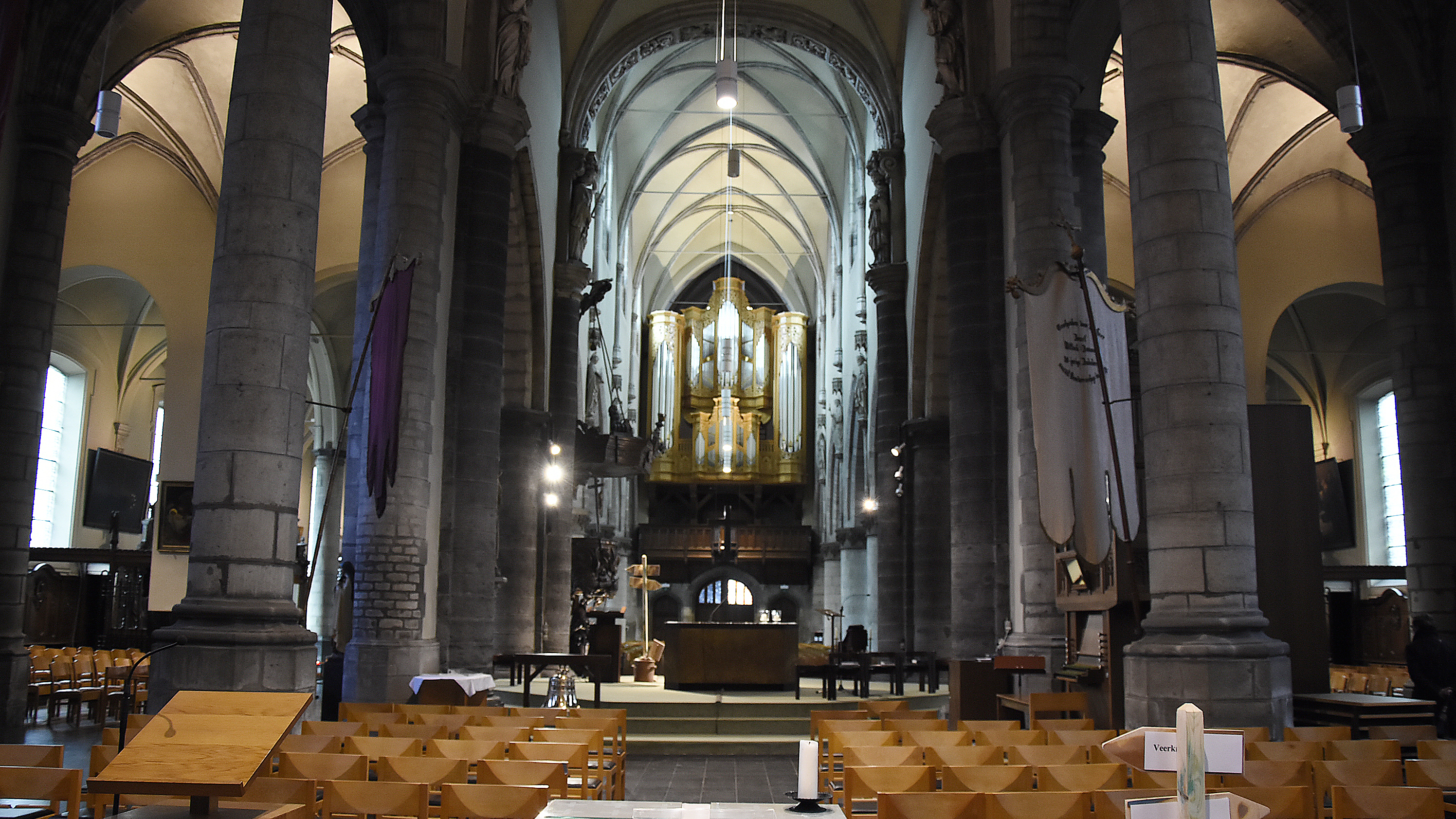
Het orgel en het portaal
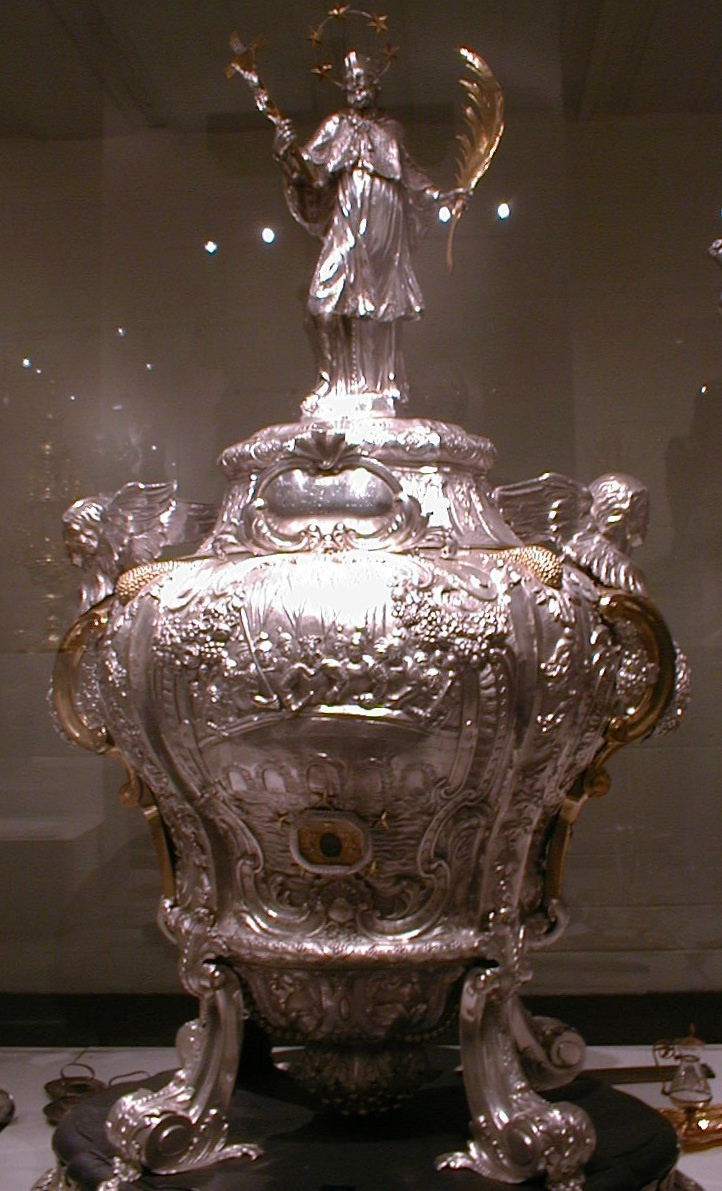
Reliekschrijn van St-Johannes Nepomucenus, 18de eeuw.
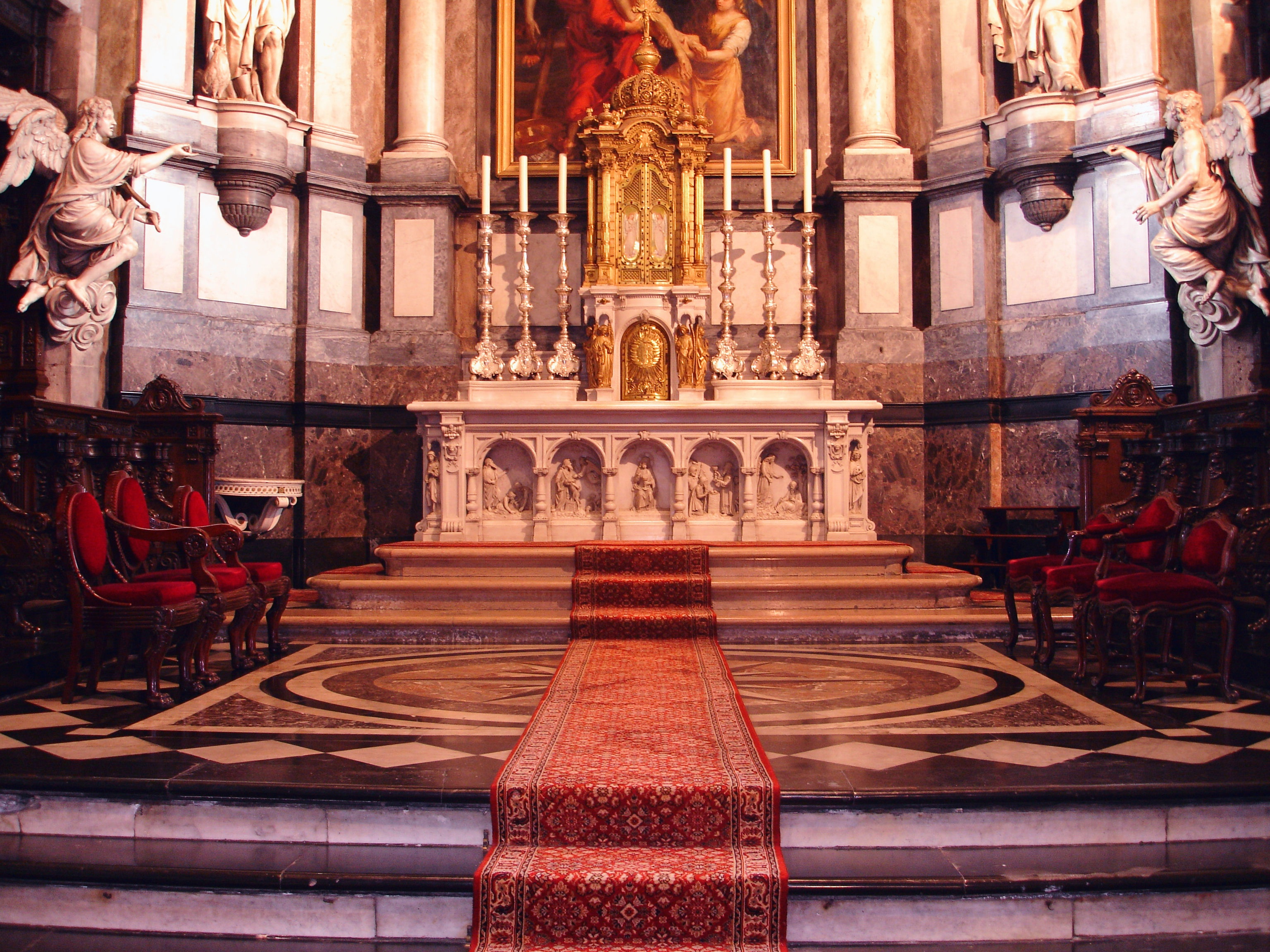
Het hoogkoor, met 19de-eeuws altaar.
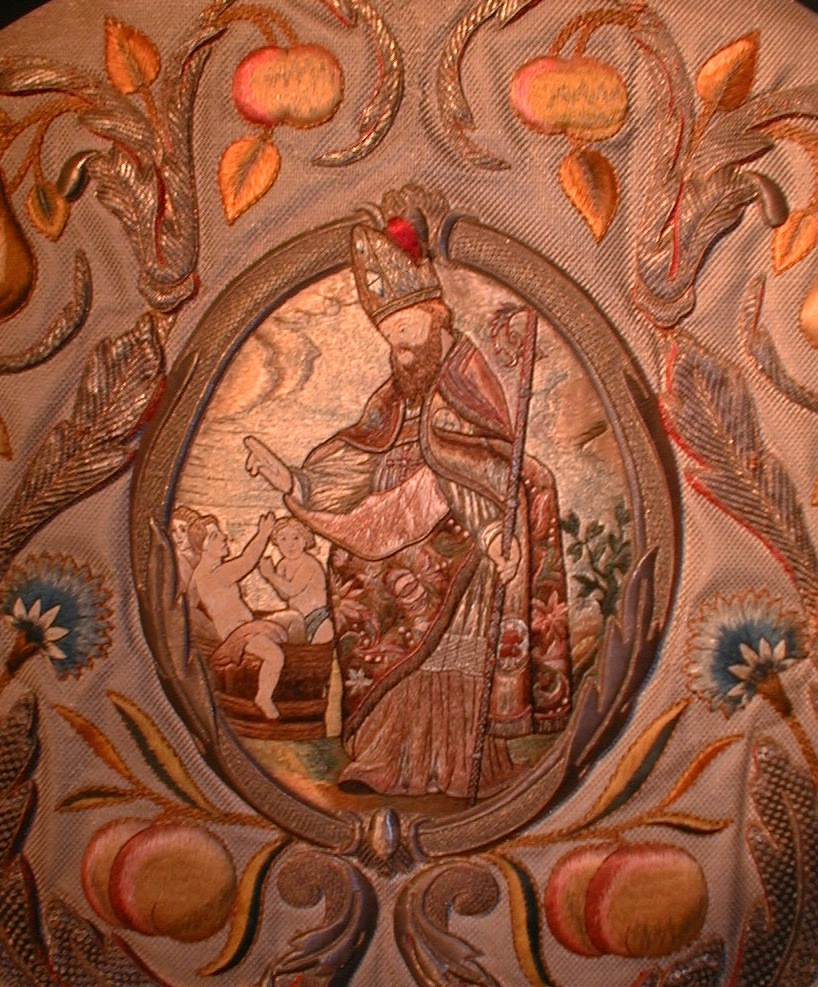
17de-eeuws borduurwerk op de koormantel "Sint Nicolaas", gerestaureerd door Henri Van Severen-Ente
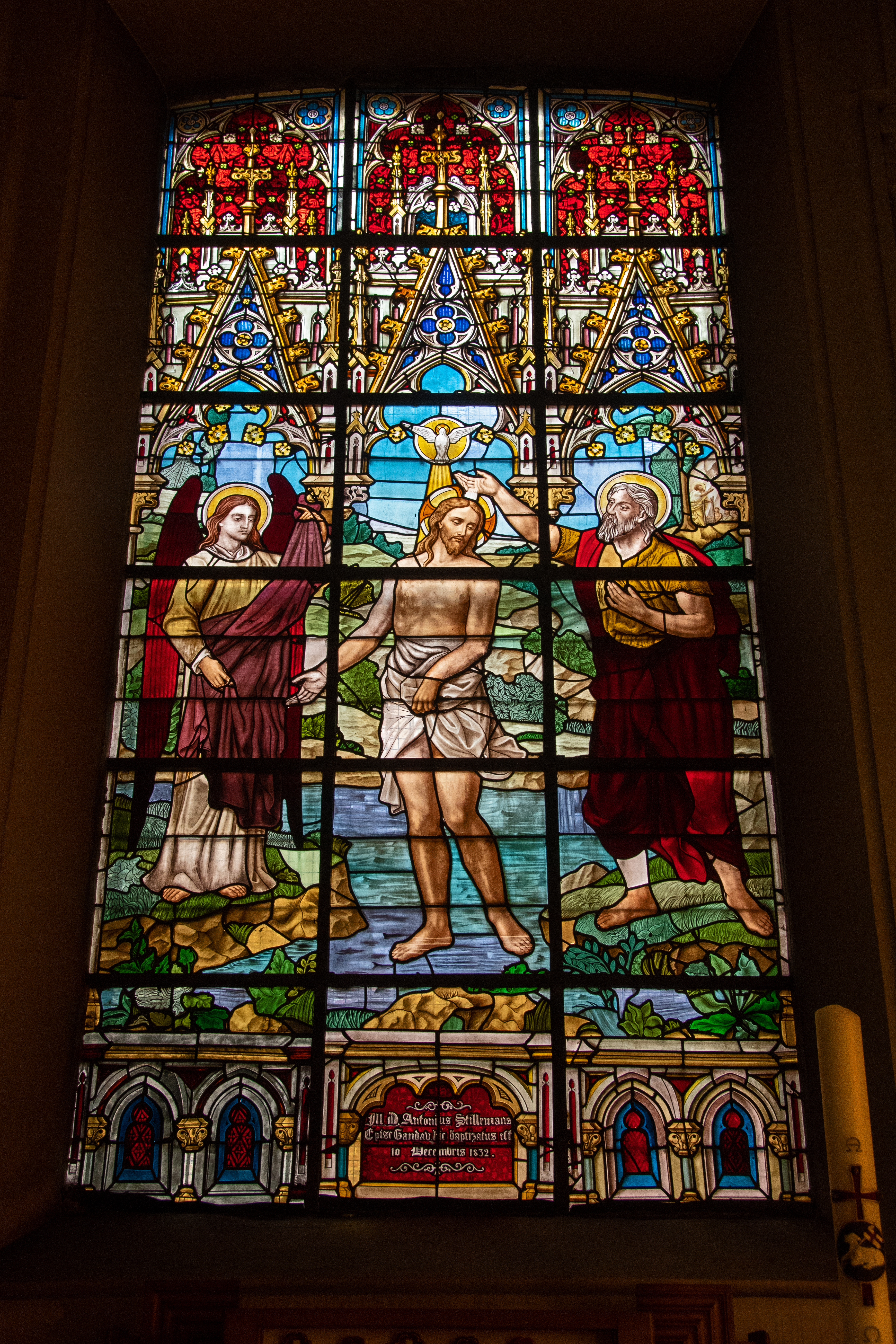
Glasraam in de kerk, geschonken door mgr. Stillemans.